# George Fillmore Swain
George Fillmore Swain (São Francisco, Califórnia, 2 de março de 1857 – 1 de julho de 1931) foi um engenheiro civil estadunidense. Foi professor do Instituto de Tecnologia de Massachusetts (MIT) e depois da Universidade Harvard.

## Biografia
Graduado pelo MIT em 1877, estudou durante três anos em Academia de Arquitetura de Berlim, Alemanha. trabalhando dentre outros com Adolf Goering, Ludwig Hagen e Emil Winkler. Ao retornar para os Estados Unidos estabeleceu-se em Boston. Em 1887 tornou-se professor de engenharia civil do MIT, que era então localizado em Boston. Permaneceu no MIT até 1909, quando tornou-se professor de engenharia civil da Harvard Graduate School of Applied Science.
Foi palestrante do Congresso Internacional de Matemáticos em Roma (1908 - Some observations regarding the value of matematics to the civil engineer and on the teaching of that subject to civil engineers´´).

## Obras
- Notes on Hydraulics (1885)
- “Report on the Water Power of the Atlantic Watershed” in Vol. XVII of the Tenth United States Census
- Notes on Theory of Structures (1893)
- Conservation of Water by Storage (1915)